# K. Vinders Fond
|  | Sammenskrivningsforslag Artiklen K. Vinders Fond er foreslået føjet ind i Kvinde kend din krop. (Siden maj 2020) Diskutér forslaget |

K. Vinders Fond er en almennyttig fond oprettet i forbindelse med den første udgivelse af bogen Kvinde Kend Din Krop i 1975. Fondens formål er at administrere overskuddet af bogsalget. Overskuddet kanaliseres dels ind i nye udgivelser af Kvinde Kend Din Krop, så indholdet følger med tiden, og dels ind i feministiske projekter i bogens ånd. Fonden administreres af en bestyrelse, som hvert år konstituerer sig selv, og med jævne mellemrum nedsætter en redaktørgruppe til omskrivning og genudgivelse af bogen.